# Monika Krautgartner
Monika Krautgartner (* 4. Juni 1961 in Ried im Innkreis) ist eine österreichische Schriftstellerin, Kolumnistin und Illustratorin.

## Leben
Monika Krautgartner lebt und arbeitet in Tumeltsham, Oberösterreich. Die Mutter von zwei Kindern ist Zahnarzthelferin und seit 1993 freischaffend künstlerisch tätig. Sie hat über sechzig Bücher veröffentlicht und ist in zahlreichen Anthologien vertreten. Ihr Schaffen und sozialpolitisches Engagement wurde mit Preisen und Anerkennungen ausgezeichnet. Die Buchstabenmutter aus dem Innviertel (Eigendefinition) begrüßt die Gäste auf ihrer Homepage mit dem Statement: „Ich schreibe, weil ich muss, aber auch, weil ich es kann“. 2013 wurde sie von Landeshauptmann Josef Pühringer zur Konsulentin für Volksbildung und Heimatpflege der oberösterreichischen Landesregierung ernannt.

## Bücher
- 1993 „Nie geschriebene Liebesbriefe“, Eigenverlag
- 1995 „D’Muatta find’t hoam“, Mundartlyrik, Verlag Denkmayr, Linz
- 1996 „Benimm für späte Mädchen“, Berenkamp Verlag, Hall in Tirol
- 1998 „neiche Weg“, Mundartlyrik, Moserbauer Verlag, Hohenzell
- 1998 „Philosophisches über das menschlichste aller Geräusche“, Satire, Berenkamp Verlag, Hall in Tirol
- 1999 „Frieden“, Erzählung, Innsalz Verlag, Aspach
- 2001 „Krautlandschaften“, Mundartlyrik, Resistenz-Verlag, Linz
- 2003 „Bis’d heiratst wird’s wieder guat“, Mundart, Resistenz-Verlag
- 2003 „die rote Maus“, Kinderbuch, Eigenverlag
- 2003 „Bare Münze“, Fotoband, Ennsthaler-Verlag, Steyr
- 2004 „Zwiegespräche“, Resistenz-Verlag, satirische Dialoge
- 2005 „Chico & Schwanolinde“, Trauner-Verlag, Kinderbuch mit Brettspiel
- 2005 „Engel und Heilige“ (Schwanthaler), Co-Autorin („Schwani“-Texte), Trauner-Verlag
- 2005 „Frech sei, weil’s geil is“, Mundarttexte, Edition Innsalz, Aspach
- 2005 „Weihnachtsgschichtn“, Edition Innsalz, 4-Frauen-Projekt
- 2006 „frag d´Mama“, Mundarttexte, Edition Innsalz, Ranshofen
- 2007 „Schwanilla findet das Glück“, zweisprachiges Kinderbuch, Freya-Verlag, Linz
- 2008 „Frohe Weihnachtn, liabs Christkind!“, Heyn-Verlag, Klagenfurt
- 2009 „bei uns gibt’s oiwei Würstl“, Gschichtn zur Weihnachtszeit, Heyn-Verlag, Klagenfurt
- 2009 „hab mih gern“, Mundarttexte, Heyn-Verlag, Klagenfurt
- 2009 „niemand stinkt wie Balduin“, Kinderbuch (illustriert von Smolka-Woldan), Heyn-Verlag,
- 2010 „Witwe Wusel und ihr Wiesel“, Agentur Seitensprung, Salzburg
- 2010 „Kerzn, Keks und Katastrophn“, Weihnachtstexte, Heyn-Verlag, Klagenfurt
- 2011 „Best of Kraut“, Mundarttexte, Heyn-Verlag, Klagenfurt
- 2011 „Lilli und die Wolkentiere“, Kinderbuch (illustriert von Smolka-Woldan), Heyn-Verlag, Klagenfurt
- 2011 „Esel sei der Mensch, Milchreis und Knut“, Kurzgeschichten, Arovell-Verlag, Gosau
- 2011 „Ich bin eine Grazie“, Gesellschaftssatire, Heyn-Verlag, Klagenfurt
- 2011 „Ich und Du sind Wir“, Kinderbuch, Herausgeb. Kinderfreunde OÖ
- 2011 „Krisn, Kitsch und Kokosbussal“, Heyn-Verlag, Klagenfurt
- 2012 „Frag d’Mama und oiss wird guat“, Heyn-Verlag, Klagenfurt
- 2012 „kurz vor Weihnachtn“, Heyn-Verlag, Klagenfurt
- 2012 „der kleine freche Apfelwurm“, Heyn-Verlag, Klagenfurt (Illustration)
- 2013 „Prinzessinnen küssen Frösche“, Heyn-Verlag, Klagenfurt
- 2013 „Bubi Bullerbauch“, Heyn-Verlag, Klagenfurt
- 2013 „Weihnachts-Christn und Adventspezialistn“, Heyn-Verlag, Klagenfurt
- 2013 „unbequem in Bethlehem“, Hörbuch, Heyn-Verlag, Klagenfurt
- 2014 „best of Blödi“, Katzen-Satiren, Heyn-Verlag, Klagenfurt
- 2014 „Schokolad und Blumen“, Heyn-Verlag, Klagenfurt
- 2014 „gedanken.frei“, Eigenverlag, Gedichte und Aphorismen
- 2014 „über mir a heller Stern“, Weihnachtstexte, Heyn-Verlag, Kärnten
- 2015 „Hochzeitsbräuche in Österreich“, Kehrwasser-Verlag, Linz, mit Sabine Kronberger
- 2015 „Hopsi und das neue Haus“, Kinderbuch für die Notariatskammer OÖ
- 2015 „Frech wie Blödi“, Heyn-Verlag, Klagenfurt
- 2015 „draußn im Stoi“, Weihnachtsbuch, Mundart, Heyn-Verlag, Kärnten
- 2016 „Wehwehchen - heiter satirische Aua-Texte“, Kehrwasser-Verlag, Linz
- 2016 „Zuckerwatte“, Mundartlyrik, Heyn-Verlag, Kärnten
- 2016 „Zeichn und Wunder“, Weihnachtsgeschichten, Heyn-Verlag, Kärnten
- 2017 „Märchen über Pärchen, Schandtaten und Hexereien“, Akazia-Verlag, OÖ
- 2017 „Von Männern, die schnarchen, und Haaren, die zu Berge stehen“, Arovell-Verlag
- 2018 „Zuckerwatte“, Innviertler Mundart, Trauner Verlag, Linz, ISBN 978-3-99062-266-7
- 2018 „Finstere Geheimnisse“, Mord und Totschlag, Kurzkrimis, Akazia-Verlag, OÖ
- 2018 „Bei uns gibt’s wieder Würstl“, Weihnachtstexte, Trauner-Verlag, OÖ
- 2019 „Geschichten vom Nikolaus, vom Krampus...“, Kinderbuch Akazia-Verlag, Gutau OÖ
- 2019 „de größte Freid is d’Weihnachtszeit“, Trauner-Verlag, Linz, OÖ

## Anthologien
- 1995 „Meridiane“, Verlag der Provinz, Weitra
- 1996 „Neue Weihnachtserzählungen“, Berenkamp Verlag, Hall in Tirol
- 1998 „Mundart heute“, Denkmayr Verlag, Linz
- 1999 „Skriptum 9“, LiteraTour, Edition Schreibzeit, Wels
- 2000 „Vom Land in der Mitte“, Trauner Verlag, Linz
- 2000 „Kinder in guten Händen“, Tagesmütter, Druck Hammerer
- 2000 „Alten Häusern Sprache schenken“, Edition Feldegg
- 2000 „Von Autos, Männern und anderen“, Fram-Verlag, Linz
- 2001 „Skriptum 11“, LiteraTour, Edition Schreibzeit, Wels
- 2001 „Ollahaund durchanaund“, Stelzhamerbund, Innsalz Verlag
- 2002 „Sie kleine Erzählung“, Stelzhamerbund, Denkmayr, Linz
- 2002 „Skriptum 12“, LiteraTour, Edition Schreibzeit, Wels
- 2003 „Die fünffache Frau“, AK Oberösterreich
- 2004 „Gläserne Haut“, IKG, Verlag Aumayer, Mattighofen
- 2004 „Nirgendort“, Edition Wolfgangsee, AutorInnen d. Strobler Literaturtage
- 2006 „Gebrauchsanweisung für freie Köpfe“, Autorenvereinigung OÖ
- 2007 „Es kreucht und fleucht“, Haustier-Schmunzelgeschichten
- 2008 „Querfeldein“, Herausg. Bäuerinnen im OÖ Bauernbund
- 2008 „Akut 08“, Alberndorfer Anthologie, Freya-Verlag, Linz
- 2009 „Akut 09“, Alberndorfer Anthologie, Freya-Verlag, Linz
- 2009 „Fabelhaft gegen Gewalt“, Kinder- und Jugendanwaltschaft Eisenstadt, Bgld.
- 2011 „Die Zuckerlfabrik im Schulbankfach“, Arovell-Verlag, Frauentexte
- 2011 „Püreè, Kompott und bestens gepflegt“, Agentur Seitensprung, Salzburg, (Herausg. Grömer)
- 2012 „Worte, Werke, Wirklichkeiten“, Herausg. Club für Poesie und schöne Künste, Ried
- 2014 „Akut“, Alberndorfer Anthologie, Freya-Verlag, Linz
- 2015 „Akut“, Alberndorfer Anthologie, Freya-Verlag, Linz
- 2016 „Akut“, Alberndorfer Anthologie, Freya-Verlag, Linz
- 2016 „Verführungen“, Herausgeb. Club für Poesie und schöne Künste, Ried i. I.
- 2018 „Akut“, Alberndorfer Anthologie, Freya-Verlag, Linz
- 2018 „Wünsch dich ins Wunderweihnachtsland“, Papierfresserchen-Verlag, D-Lindau
- 2018 „Als wir Mäxchen „servus“ sagen mussten“, Papierfresserchen-Verlag, D-Lindau
- 2018 „4. Bubenreuther Literaturwettbewerb“, Tredition-Verlag, ISBN 978-3-7469-9245-7
- 2019 „Akut“, Aberndorfer Anthologie, Freya-Verlag, Linz
- 2019 „alles in allem“, Andere Zeiten e.V., Initiativen zum Kirchenjahr, Hamburg, BRD
- 2019 „Adventkraunz mit Zuckaguss“, Mundarttexte zum Advent, Akazia-Verlag, Gutau OÖ

## Auszeichnungen
- Vorstandsmitglied des Hans-Schatzdorfer-Vereines,
- Präsidentin des Clubs für Poesie und schöne Künste,
- Mitglied der IG-Autorinnen Autoren, Ö.D.A.-Mitglied (Österreichische Dialekt AutorInnen)
- Mitglied Autorenkreis Linz,
- Luitpold-Stern-Literaturpreis, 1996
- Luitpold-Stern-Literaturpreis, 2000
- Leopold-Wandl-Literaturpreis, 2000
- Karikaturistin, Liedertexterin, Kinderbuchautorin,
- Goldenes Ehrenzeichen (2002) des Stelzhamerbundes für Verdienste um die Mundartdichtkunst
- Karikaturisten-Preis „Goldener Fridolin 2002“ Kulturinitiative FRI
- Auslandsstipendiat-Aufenthalt im OÖ-Atelier Paliano, Italien, September 2002
- Stipendiatsaufenthalt „Strobler Literaturtage“, August 2003
- Stipendiatsaufenthalt „Strobler Literaturtage“, August 2004
- Int. Kinder- und Jugendbuchpreis d. Stadt Schwanenstadt, 2004
- Landesfrauenpreis der SPÖ-Frauen für „kritisches Schreiben über Frauenwelt“, 2005
- Int. Kinder- und Jugendbuchpreis d. Stadt Schwanenstadt, 2005
- Leopold-Wandl-Literaturpreis, 2006
- Int. Kinder- und Jugendbuchpreis d. Stadt Schwanenstadt 2007
- 1. Preis Gedichtewettbewerb Soroptimist-Club Hof/Saale, BRD, 2007
- Kulturmedaille des Landes Oberösterreich, 2008
- 4. Preis Gedichtewettbewerb „Oberösterreich“, OÖN und Land OÖ, 2008
- Anerkennungspreis „Freunde zeitgenöss. Dichtung“, Alberndorf „Akut 08“, 2008
- Stipendiataufenthalt Villa Stonborough-Wittgenstein (Thomas-Bernhard-Archiv), 2009
- Anerkennungspreis und Aufnahme des Textes „die rote Maus“ in Anthologie
- „Goldenes Kleeblatt – Fabelhaft gegen Gewalt“, Kinder- u. Jugendanwaltschaft Landesreg. Eisenstadt, Bgld. 2009
- Preisträgerin „Akut 09“, Alberndorf, Freunde zeitgenössischer Dichtung („der Faltenkönig“)
- Int. Kinder- und Jugendbuchpreis d. Stadt Schwanenstadt 2009
- Int. Kinder- und Jugendbuchpreis d. Stadt Schwanenstadt 2010 (Illustration „der kleine lila Apfelwurm“)
- 2011 Int. Kinder- und Jugendbuchpreis d. Stadt Schwanenstadt „Anerkennung d. Jury“ für „Ich und Du sind wir!“ (Herausg. Kinderfreunde OÖ)
- 2013 Verleihung Konsulentin-Titel durch OÖ Landesregierung
- 2013 Anerkennung für Idee und Ausführung, Literaturwettbewerb „Akut 13“, Alberndorf, OÖ
- 2014 Anerkennung für Idee und Ausführung, Literaturwettbewerb „Akut 14“, OÖ
- 2016 Preisträgerin beim Märchenwettbewerb „Alb. Literaturtage“, Freunde d. zeitgen. Dichtung
- 2016 2. Platz beim „Hermann-Wiesmayr-Preis“ für Mundartdichtung der NÖ-Textwerkstatt
- 2016 7. Platz beim „Hermann-Wiesmayr-Preis“ für Mundartdichtung der NÖ-Textwerkstatt
- 2016 Lyrikpreis der Reim-Main-Gesellschaft Aschaffenburg, BRD
- 2017 Preisträgerin beim Lyrik-Wettbewerb „Akut“ OÖ, Freunde d. zeitgen. Dichtung, Freya-Verl.
- 2017 Verleihung der Schatzdorfer-Medaille, Schatzdorferverein

## Kinderbuchillustrationen
- 1997…..„Maxl und s’Regntropfnmandl“, von I. Itzinger, Asten
- 1998…..„Erasmusgeschichten“, von Herbert Helfrich, St. Florian bei Linz, Rhättikon Verlag, Bludenz
- 2003…..„Die rote Maus“, Eigenverlag, viersprachiges Kinderbuch
- 2005….„Chico & Schwanolinde“, Trauner-Verlag, Kinderbuch mit Brettspiel
- 2005….„Maxl und s´Fiabermandl“, von I. Itzinger, Asten
- 2010….„Der kleine lila Apfelwurm“, von Harald Mini
- 2015 „Hopsi und das neue Haus“, Kinderbuch der Notariatskammer OÖ
- 2019 „Geschichten vom Nikolaus, vom Krampus und...“ Akazia-Verlag, OÖ

## Theaterstücke
- 2005….„Gackern und Federn lassen“, Mundartverlag (Theater), Bayern
- 2005….„das größte und schönste Geschenk“, Mundartverlag (Theater), Bayern
- 2005….„wia ihr Muatta“, Mundartverlag (Theater), Bayern,
- 2007….„Kleingebäck“, Mundartverlag (Theater), Bayern,
- 2007….„Schnäuzisurm, der Weihnachtswurm“, Mundartverlag (Theater), Bayern,
- 2007….„Der Festbraten-Optimierer“, Mundartverlag, (Theater), Bayern,
- 2007….„Weihnachtssterne“, Mundartverlag, (Theater), Bayern,
- 2008….„Wunschbriefe“, Kurzstück (10 Min), Auftragsarbeit für Weihnachtsfeier einer Bank
- 2009….„Weihnachten in der Krise“ (15 Min), Auftragsarbeit für Weihnachtsfeier einer Bank
- 2010 „Prinzessin Salz und Pfeffer“ (45 Min), Mundartverlag (Theater), Bayern
- 2011 „8 Weihnachtsengel“, Kinderfreunde Schärding
- 2013 „1000 Wünsche“, (Jugend) Theatre del’Angelo, Rom, Uraufführung Juni 2013
- 2018 „eine besondere Suppe“, Uraufführung bei „lange Nacht der Kirchen“ Utzenaich